# 特里施廷河畔舍瑙
特里施廷河畔舍瑙是奥地利下奥地利州巴登县的一个市镇。总面积8.03平方公里，总人口1879人，人口密度234.0人/平方公里（2005年）。